# Eric Takukam
 (mai 2024).
La mise en forme du texte ne suit pas les recommandations de Wikipédia : il faut le « wikifier ».
Les points d'amélioration suivants sont les cas les plus fréquents. Le détail des points à revoir est peut-être précisé sur la page de discussion.
- Les titres sont pré-formatés par le logiciel. Ils ne sont ni en capitales, ni en gras.
- Le texte ne doit pas être écrit en capitales (les noms de famille non plus), ni en gras, ni en italique, ni en « petit »…
- Le gras n'est utilisé que pour surligner le titre de l'article dans l'introduction, une seule fois.
- L'italique est rarement utilisé : mots en langue étrangère, titres d'œuvres, noms de bateaux, etc.
- Les citations ne sont pas en italique mais en corps de texte normal. Elles sont entourées par des guillemets français : « et ».
- Les listes à puces sont à éviter, des paragraphes rédigés étant largement préférés. Les tableaux sont à réserver à la présentation de données structurées (résultats, etc.).
- Les appels de note de bas de page (petits chiffres en exposant, introduits par l'outil «  Source ») sont à placer entre la fin de phrase et le point final[comme ça].
- Les liens internes (vers d'autres articles de Wikipédia) sont à choisir avec parcimonie. Créez des liens vers des articles approfondissant le sujet. Les termes génériques sans rapport avec le sujet sont à éviter, ainsi que les répétitions de liens vers un même terme.
- Les liens externes sont à placer uniquement dans une section « Liens externes », à la fin de l'article. Ces liens sont à choisir avec parcimonie suivant les règles définies. Si un lien sert de source à l'article, son insertion dans le texte est à faire par les notes de bas de page.
- La présentation des références doit suivre les conventions bibliographiques. Il est recommandé d'utiliser les modèles {{Ouvrage}}, {{Chapitre}}, {{Article}}, {{Lien web}} et/ou {{Bibliographie}}. Le mode d'édition visuel peut mettre en forme automatiquement les références.
- Insérer une infobox (cadre d'informations à droite) n'est pas obligatoire pour parachever la mise en page.

Pour une aide détaillée, merci de consulter Aide:Wikification.
Si vous pensez que ces points ont été résolus, vous pouvez retirer ce bandeau et améliorer la mise en forme d'un autre article.
Eric Takukam est un artiste visuel pluridisciplinaire camerounais. Considéré comme le précurseur de l'Art numérique en Afrique Centrale, son travail oscille entre la réalité augmentée et le Crypto art. Il explore également les installations immersives et les sculptures publiques.

## Biographie

### Enfance et débuts
Né et grandi à Bameka jusqu'à l'âge de 14 ans, sa passion pour le dessin commence dans les années 90 à l'école catholique lorsqu’il voit son maître de cours élémentaire deuxième année dessiner. Après l'obtention de son BTS, il se spécialise en graphisme publicitaire puis devient directeur artistique en agence de communication à N'Djamena au Tchad . Parallèlement à son emploi, il continue de dessiner et même à réaliser des œuvres artistiques. Aidé par la publicité, l'artiste plonge dans le monde digital et se forme en autodidacte.

### Carrière
Après plus de 10 ans d'expérience en tant que directeur artistique en agence de publicité, il embrasse pleinement la carrière artistique en 2020. Eric  décide de se consacrer pleinement à sa carrière artistique. S'exprimant à travers des supports numériques et les sculptures métalliques, l'artiste eut beaucoup de difficultés à trouver sa place dans le milieu artistique camerounais. L'art digital étant encore mal compris localement. Il rencontre dans cette foule la curatrice Viviane Maghela et leurs échanges débouchent sur sa première exposition à la galerie Annie Kadji sur le nom de Digital Spirit.

## Œuvres et expositions

### Expositions solos
- 2024 : Crypto Genèse I, Institut Français du Cameroun antenne de Yaoundé et Douala.

- 2023 : Le Villadin, Institut Français du Cameroun antenne de Douala[3],[9].

- 2023 : Le Villadin, Institut Français du Cameroun antenne de Yaoundé[10].

### Expositions collectives
- 2023 : Identité Rhizomiques Ravy (CIPCA), Yaoundé.

- 2023 : The Circus of Curiosities (Fringe Arts Bath Festival), Royaume-Uni

- 2023 : Metamorphosis (Sephinart Gallery), Cassablanca, Maroc[11],[12]

- 2023 : Stagione Fieristica (Galleria Merlino), Florence, Italie

- 2023 : Miniature Art Fair Lagos, Nigéria

- 2023 : New Art New Wawe (Galerie Boomer), Londres, Royaume-Uni

- 2023 : Exposition Narrativas (Artly Mix), São Paulo, Brésil

- 2023 : Month of Love at Westfield, Vienne, Autriche

- 2022 : Regards Pluriels (Exposition collective APAV, Galerie Annie Kadji), Douala, Cameroun

- 2022 : Douala Art Fair, Douala, Cameroun

- 2022 : Digital Spirit (Galerie d'art Annie Kadji), Douala, Cameroun[13].

## Distinction
- 2024 : Honorable Mention «NFT Design Awards Janvier 2024».

- 2023 : Gagnant du concours international «Monument Street Whale».

- 2023 : Gagnant du mois Love à Westfield.

- 2022 : Premier Prix du concours d'art Huluku.

- 2022 : 5 Secrets au Concours High-Art Contest.